# Benjamin Abrahão Botto
Benjamin Abrahão Botto (Zahle, Líbano, 1890 — Serra Talhada, 10 de mayo de 1938) fue un fotógrafo sirio-libanés-brasileño, responsable por el registro iconográfico de los cangaceiros, de su líder, Virgulino Ferreira da Silva («Lampião»), de Corisco, entre otros. Abrahão fue asesinado durante el Estado Novo.

## Biografía
Con el fin de escapar de la convocatoria obligatoria por el Imperio Otomano para luchar durante la Primera Guerra Mundial, emigró a Brasil en 1915. Era comerciante (vendedor) de tejidos y los despojos, y productos típicos del Nordeste, en primer lugar en Recife, y luego a Juazeiro do Norte, con dos burros (Randy y Burr) y un caballo (de nombre Sultão), atraídos por la alta frecuencia de peregrinos.
Fue secretario del padre Cícero Romão Batista y conocido cangaceiro farolero en 1926, cuando este fue a Juazeiro do Norte a fin de recibir la bendición del célebre vicario y el grado de capitán, para auxiliar en la persecución de la Columna Prestes una vez que no se encontró con Lampião en 1924, cuando en otra visita que tuvo a la ciudad, ahí se encontraba. El nombramiento fuera hecho, a mando del padre, por el operario federal Pedro de Albuquerque Uchoa, según una autorización dada al diputado Floro Bartolomeu por el propio presidente Artur Bernardes - orden que en nada adelantó, pues no fue respetada en los demás estados, resultando que Lampião y su bando jamás efectuaron persecución a Prestes. En 1929 Abrahão fotografió al líder "cangaceiro" al lado del padre.